# Bellevue (Washington)
 For alternative betydninger, se Bellevue. (Se også artikler, som begynder med Bellevue)
Bellevue er en by i den centrale del af staten Washington i det nordvestlige USA. Bellevue har 151.854(2020) indbyggere og er naboby til Seattle øst for Lake Washington.